# ریحان‌الله سرلتی
ریحان‌الله سرلتی (۱۳۰۷-) پزشک ایرانی و استاد دانشگاه تهران بود. او برای تدوین کتاب بیماری‌های کبد در سال ۱۳۴۷ برندهٔ جایزه سلطنتی کتاب سال شد.